# Фараоново куче
Фараоново куче е порода кучета. То е средно голямо, с изчистени линии. Козината му е къса, червеникаво-кафява, мека и лъскава. Те са красиви, интелигентни, много подвижни, чувствителни. Постоянно издават смешни къси звуци, чрез които показват емоциите си.
Съвременния стандарт на фараоновото куче датира от 24 юни 1987 г., като за страна на произхода е посочена Малта, под патронажа на Великобритания.
Дълго време се смята, че това е една от най-древните породи в света, като за родина се посочва Древен Египет, тъй като кучето прилича на изображенията на кучета в древноегипетското изкуство. Съвременни генетични изследвания обаче показват, че породата не е толкова древна и вероятно произхожда от Малта.
В днешно време породата е една от най-редките в света.